# El Pacífico, Puebla
El Pacífico är en ort i Mexiko.   Den ligger i kommunen Pantepec och delstaten Puebla, i den sydöstra delen av landet, 180 km nordost om huvudstaden Mexico City. El Pacífico ligger 278 meter över havet och antalet invånare är 347.
Terrängen runt El Pacífico är kuperad åt sydväst, men åt nordost är den platt. Runt El Pacífico är det tätbefolkat, med 276 invånare per kvadratkilometer. Närmaste större samhälle är Venustiano Carranza, 18,3 km öster om El Pacífico. Omgivningarna runt El Pacífico är en mosaik av jordbruksmark och naturlig växtlighet.